# Demetriusz I Poliorketes
Demetriusz Poliorketes (stgr. Δημήτριος Πολιορκητής), „ten, który oblega miasta” (ur. 336 lub 337 p.n.e., zm. 283 lub 282 p.n.e.) – król macedoński, syn Antygonosa Jednookiego Macedońskiego, według Plutarcha jeden z najwybitniejszych dowódców świata antycznego, pionier w dziedzinie wykorzystywania maszyn oblężniczych w sztuce wojennej.

## Życiorys
Do najważniejszych autorów piszących na temat Demetriusza zaliczają się Plutarch z Cheronei i Diodor Sycylijski, którzy opierali się na wcześniejszym opisie Hieronima z Kardii.
Dzieciństwo spędził w Kelainai we Frygii. Od 24. roku życia u boku ojca, Antygona Jednookiego, toczył nieustanne wojny niemal ze wszystkimi państwami położonymi nad wschodnim Morzem Śródziemnym. Antygon stopniowo wprowadzał Demetriusza do polityki. Około 320 p.n.e. Demetriusz zawarł polityczny mariaż z córką Antypatra, Filą. Później do 301 p.n.e. żenił się jeszcze dwa razy, a łącznie miał pięć żon. 
W 315 p.n.e. został wysłany na granicę syryjsko-egipską, skąd spodziewano się ataku Ptolemeusza. W roku 312 p.n.e. po raz pierwszy stanął na czele armii. W bitwie pod Gazą jego wojska uległy przeważającym siłom Ptolemeusza i Seleukosa. Kilka miesięcy później, po zwycięstwie nad Killasem, wodzem Ptolemeusza, zajął Babilon. 
W roku 307 p.n.e. zdobył znajdujące się do tej pory pod władzą Kassandra Ateny, witany przez ludność miasta entuzjastycznie. Zmusił do ucieczki Demetriusza z Faleronu. W następnym roku powrócił do Azji, gdzie odebrał Ptolemeuszom cały Cypr. Pokonał wówczas siły Ptolemeusza w bitwie morskiej pod Salaminą Cypryjską. Po tym fakcie dynastia Antygonidów przyjęła tytuł królewski; według innych źródeł zostali oni obwołani królami przez tłum i przystali na tę nobilitację. Wiązało się to z wygaśnięciem kilka lat wcześniej dynastii Argeadów. 
Przydomek Poliorketes, co tłumaczy się zazwyczaj jako ten, który oblega miasta, nadali mu ironicznie najprawdopodobniej Rodyjczycy po nieudanym oblężeniu ich miasta przez Demetriusza w latach 305–304 p.n.e. Niewykluczone też, że autorami przydomku byli ludzie z otoczenia Lizymacha. Przydomek ten po raz pierwszy pojawia się w relacji Diodora Sycylijskiego. Niektórzy autorzy antyczni tłumaczyli nadanie mu takiego przydomku wytrwałością w zdobywaniu miast i zdolnościami wojskowymi, nie doszukując się jego ironicznego wydźwięku. Historyk Tomasz Zieliński wymienia ponad 30 różnych miast i twierdz, które Demetriusz atakował podczas swoich wojen.
W latach 304–303 p.n.e. miała miejsce wyprawa grecka, podczas której wpadły w ręce Demetriusza Sykion, Korynt, Argos, Achaja i Arkadia, a Kassander po raz drugi został wygnany z Grecji. W 302 p.n.e. Demetriusz tytularnie reaktywował Związek Koryncki i został ogłoszony jego hegemonem. 
Wezwany przez ojca, Demetriusz pośpieszył do Azji, gdzie trwały przygotowania do walnej rozprawy diadochów pod Ipsos. Bitwa zakończyła się dla Demetriusza i jego ojca całkowitą klęską (Antygon Jednooki zginął), częściowo z winy Demetriusza, który w pewny momencie starcia podjął błędną decyzję o pościgu. Wskutek tej bitwy utracił Ateny, utrzymał się jednak w Syrii.
W roku 294 p.n.e. zdobył ponownie Ateny, pomimo że burza morska zniszczyła mu całą flotę. W tymże roku został królem Macedonii, lecz stracił wszystkie posiadłości azjatyckie. Nastąpił cały szereg wojen w Grecji, o rozmaitym przebiegu. W roku 288 p.n.e. Demetriusz zaczął wielkie przygotowania do odzyskania wschodu. Sprowokowało to napad floty egipskiej (czyli ptolemejskiej) na Cyklady i atak Pyrrusa, króla Epiru, na Macedonię, którą Demetriusz stracił ostatecznie w 288/287 p.n.e., gdy jego własna armia przeszła na stronę Pyrrusa.
Po nieudanej próbie ponownego zawładnięcia Atenami, których ludność zbuntowała się przeciw niemu w 287 p.n.e. i którym przyszedł na pomoc król Epiru, przeprawił się do Azji Mniejszej, zdobył Milet i Sardes, lecz opuszczony raz jeszcze przez swoje wojska, dostał się w roku 286 lub 285 p.n.e. do niewoli Seleukosa i umarł w Apamei nad Orontem jako jeniec.
Demetriusz słynął z miłości do wszelkich uciech życia, szczególnie wina i kobiecych wdzięków.
„Powiadają, że raz, porwany jedną ze swoich przygód miłosnych, zawiadomił ojca, że jest chory. Gdy ojciec wchodził do pałacu syna, spotkał młodą osobę ładnej powierzchowności, która spieszyła się ukryć. Wszedłszy do izby chorego, Antygonos przysiadł koło niego i zaczął badać jego puls. Puls był zabójczo normalny.
– Gorączka mnie opuściła – objaśnił Demetriusz.
– Wiem – odpowiedział stary Cyklop z chytrym uśmiechem – przed chwilą się z nią spotkałem.”